# انتخاب (فیلم، ۱۹۷۰)
انتخاب (انگلیسی: The Choice) فیلمی در ژانر درام به کارگردانی یوسف شاهین است که در سال ۱۹۷۰ منتشر شد. از بازیگران آن می‌توان به محمود الملیجی، عزت العلایلی، یوسف وهبی، و سعاد حسنی اشاره کرد.